# Thörnich
Pour l’article ayant un titre homophone, voir Toernich.
Thörnich est une municipalité allemande de la Verbandsgemeinde Schweich an der Römischen Weinstraße située dans l'arrondissement de Trèves-Sarrebourg, en Rhénanie-Palatinat, dans l'ouest du pays.